# Universiada de 1965
La Universiada de 1965 fue la cuarta edición de las Universiadas que se llevaron a cabo en Budapest, Hungría. 

## Medallero
País organizador
| #     | País                | Oro | Plata | Bronce | Total |
| ----- | ------------------- | --- | ----- | ------ | ----- |
| 1     | Hungría             | 16  | 8     | 14     | 38    |
| 2     | Unión Soviética     | 14  | 26    | 16     | 58    |
| 3     | Estados Unidos      | 14  | 10    | 9      | 33    |
| 4     | Japón               | 7   | 0     | 3      | 10    |
| 5     | Italia              | 6   | 2     | 1      | 9     |
| 6     | Alemania Occidental | 4   | 2     | 5      | 11    |
| 7     | Polonia             | 4   | 4     | 3      | 11    |
| 8     | Francia             | 2   | 3     | 3      | 8     |
| 8     | Rumania             | 2   | 3     | 3      | 8     |
| 10    | Reino Unido         | 1   | 4     | 4      | 9     |
| 11    | Yugoslavia          | 1   | 1     | 3      | 5     |
| 12    | Bulgaria            | 1   | 1     | 1      | 3     |
| 13    | Canadá              | 1   | 0     | 3      | 4     |
| 14    | Suecia              | 1   | 0     | 1      | 2     |
| 15    | Checoslovaquia      | 0   | 3     | 2      | 5     |
| 16    | Países Bajos        | 0   | 3     | 1      | 4     |
| 17    | Cuba                | 0   | 2     | 0      | 2     |
| 18    | Austria             | 0   | 0     | 1      | 1     |
| Total | Total               | 74  | 72    | 73     | 219   |

- Datos: Q921400
- Multimedia: 1965 Summer Universiade / Q921400